# St. Jakob (Oberjoch)

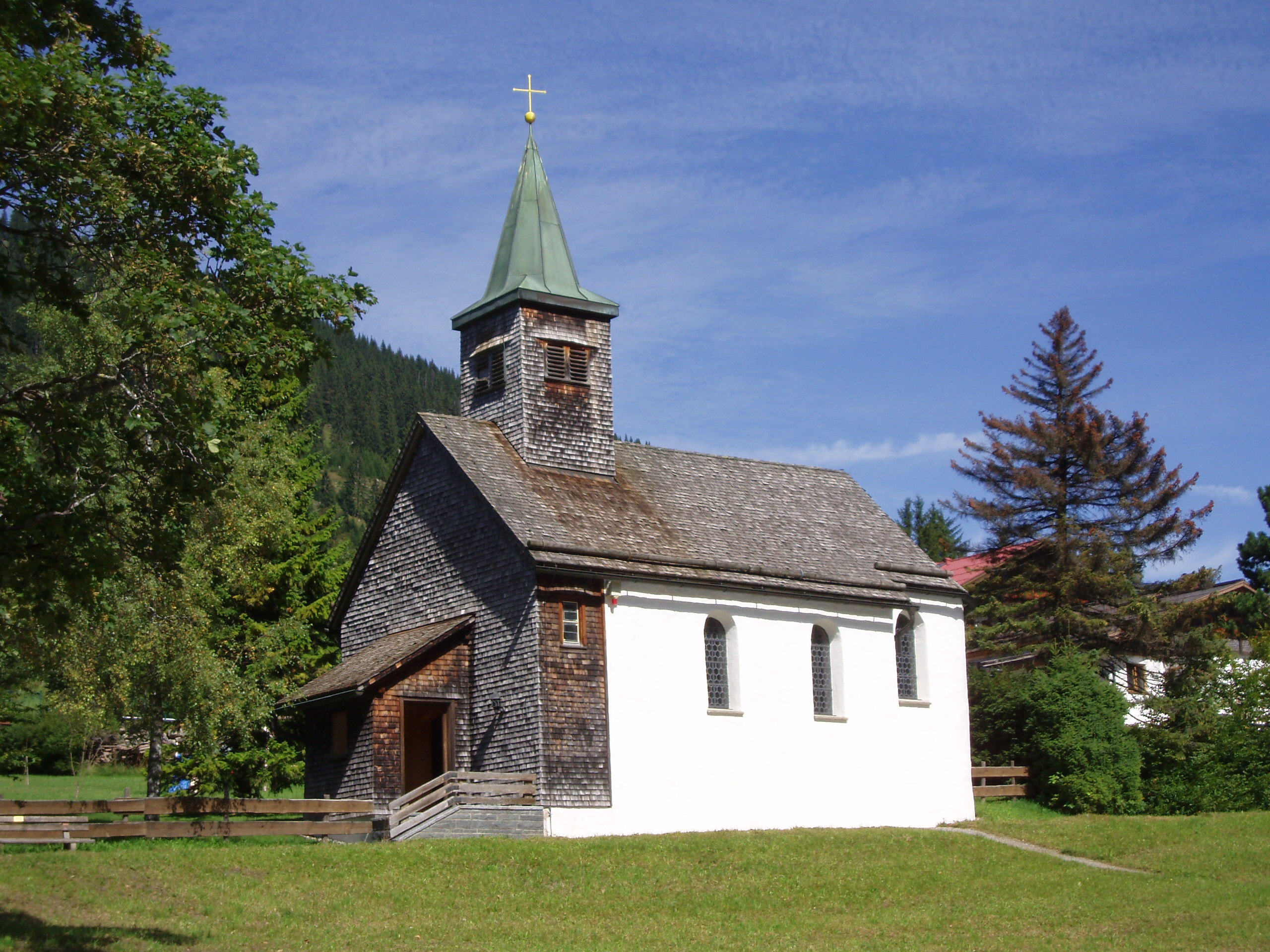
Kapelle St. Jakob – Oberjoch

St. Jakob ist eine Kapelle in Oberjoch im Landkreis Oberallgäu.
Die schlichte Kapelle ist eine Erinnerung an den starken Fuhrwerksverkehr in Oberjoch, wie er sich ehedem auf der Passhöhe abspielte. Am steilen Aufstieg aus dem Lechtal durch den Gaichtpass standen ebenso drei Kapellen wie an der Jochstraße. Auch Jakobus – den Kirchenheiligen – findet man häufig an alten Handelsstraßen, denn er war Schutzpatron der Wanderer und Pilger.

## Geschichte

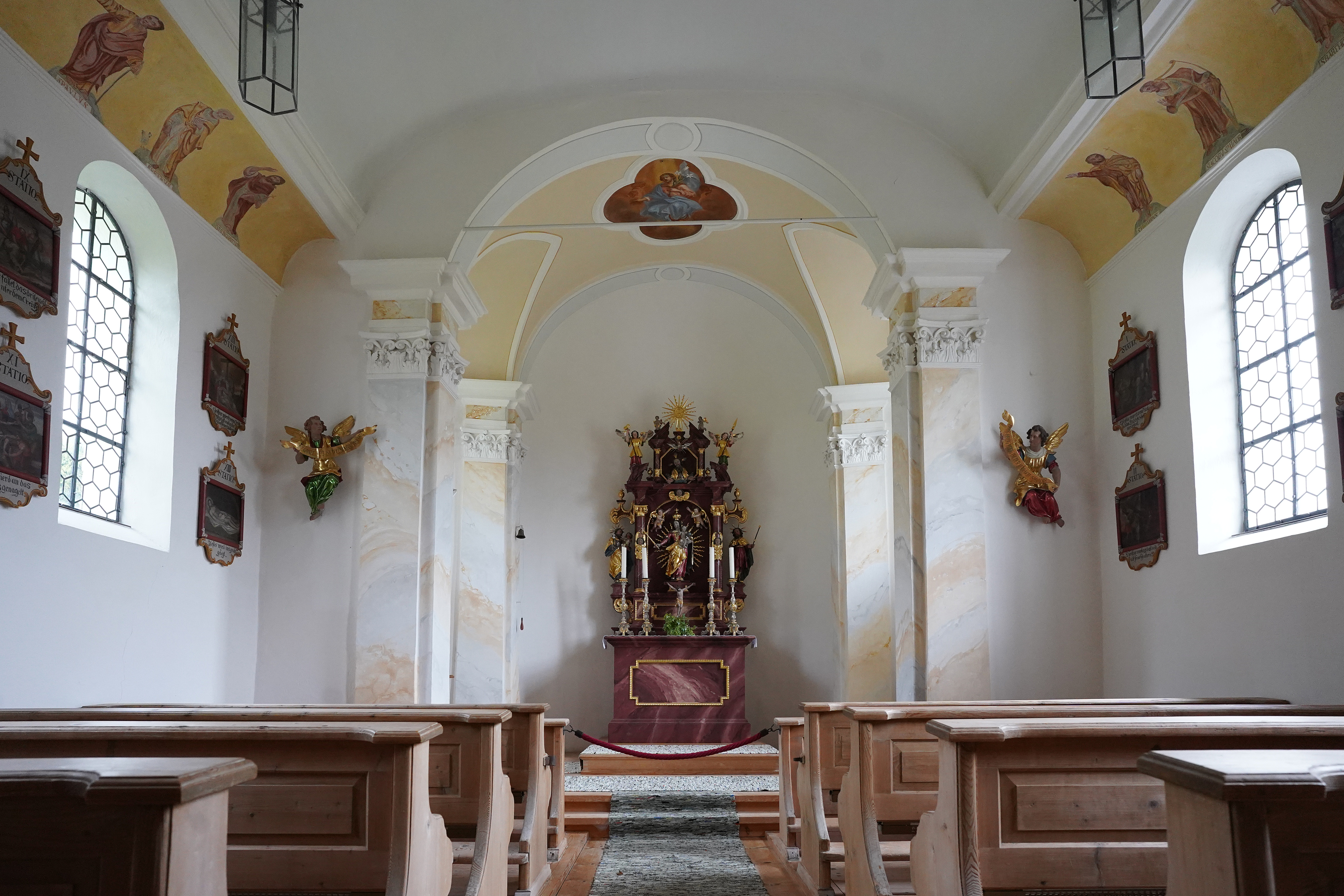
Innenansicht

Von der allerersten Kapelle wissen wir nur, dass sie 1731 abgebrochen und auf einem anderen Platz (dem heutigen) eine größere Kapelle errichtet wurde. Sie erhielt am 20. Mai 1732 die Messerlaubnis. Diese Kirche, wie sie sich noch heute darbietet, wurde ein wenig an das Raumbild der Kirche Liebenstein angelehnt. Dort entstanden aus einer sehr alten Kapelle jene drei Apsiden gegen Osten, die der vergrößerten nunmehrigen Kirche eine innere Raumfülle verleihen, die man vom Äußeren her nicht erwartet.
In St. Jakob in Oberjoch wurde das gleiche Motiv nicht so ausgeprägt angewandt. An den viereckigen Chorraum schließen sich nach drei Seiten halbrunde Nischen an, die an den Ecken von Pilastern mit hübschen Kapitälen begrenzt sind.

## Deckenfresko

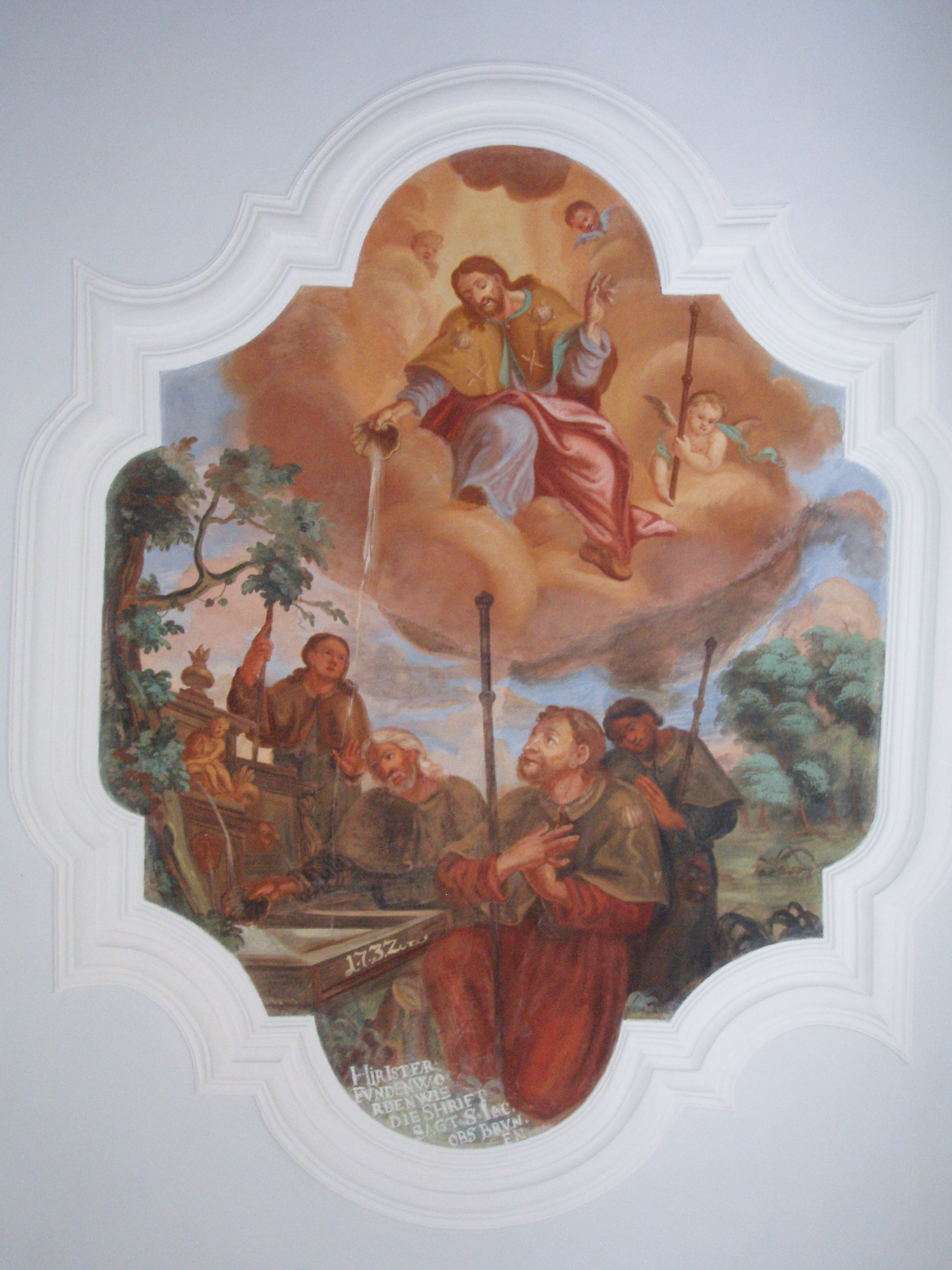
Deckenfresko

Das mit einem flachen Tonnengewölbe versehene Langschiff trägt ein Deckenfresko in einem anmutig geschwungenen Stuckrahmen: „Vier Pilger am Jakobsbrunnen“, darüber der hl. Jakobus der Ältere, der über den Wolken thront. Jakobus, der Pilgerpatron, erinnert an die größte Wallfahrt des Mittelalters nach Santiago de Compostela in Westspanien. Von allen Ländern Europas führten in damaliger Zeit die Jakobspilgerstraßen ins ferne Spanien. Unsere Jakobskirche deutet mit ihrem Patron darauf, dass die Salzhandelsstraße eine der Zubringerwege zur großen unteren Jakobsstraße war, die von Genf über die südliche Provence zu den Pyrenäen zog. Das Fresko stammt von 1732.

## Weitere Gemälde

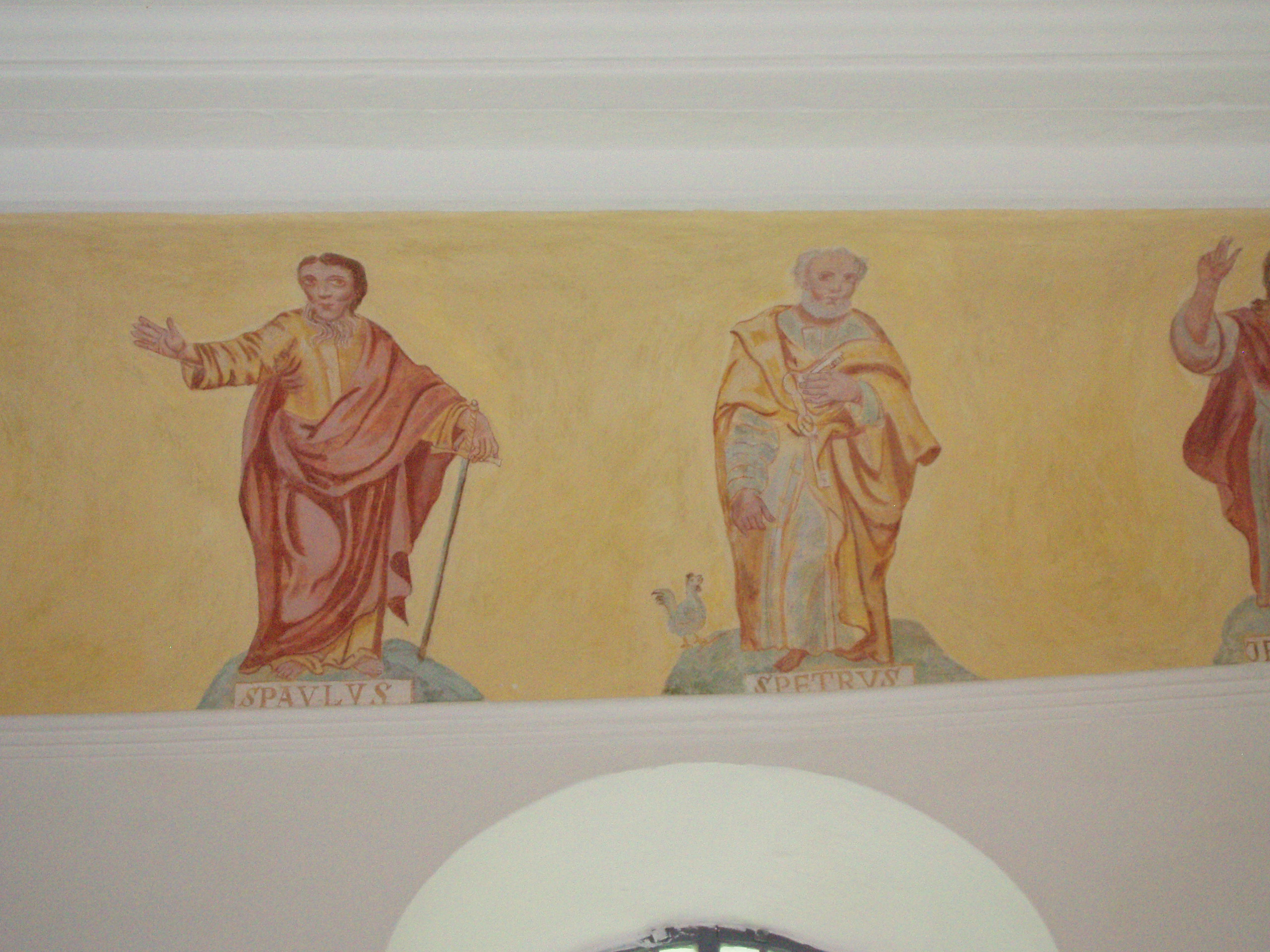
Apostel Jakob, Petrus und Paulus

In der Hohlkehle des Tonnengewölbes sind die zwölf Apostel gemalt. Sie wurden erst bei der vorletzten Renovierung 1951/52 wiederentdeckt und stellen eine gute ländliche Arbeit dar.
Von den drei gerahmten Gemälden, die an der Empore angebracht sind, stammen die beiden „Christi Geburt“ und „Himmelfahrt Mariae“ aus der ersten Hälfte des 19. Jahrhunderts; am bedeutendsten ist das ganz links hängende aus dem späten Barock stammende Gemälde. Es zeigt den hl. Jakobus in den Wolken, darunter ein zeitgenössisches Bild der Kapelle St. Jakob in Oberjoch.
Eine Kostbarkeit geworden sind die Kreuzwegbilder, nicht bloß wegen ihrer barocken, sehr ausdrucksvollen Komposition, sondern auch wegen der Originalrahmen, die erst vor kurzem wieder aufgefunden wurden. Das bisherige hölzerne Vorzeichen gegen Westen erhielt nun einen weiteren Vorbau als Eingang mit einem Treppenaufgang.

## Hochaltar

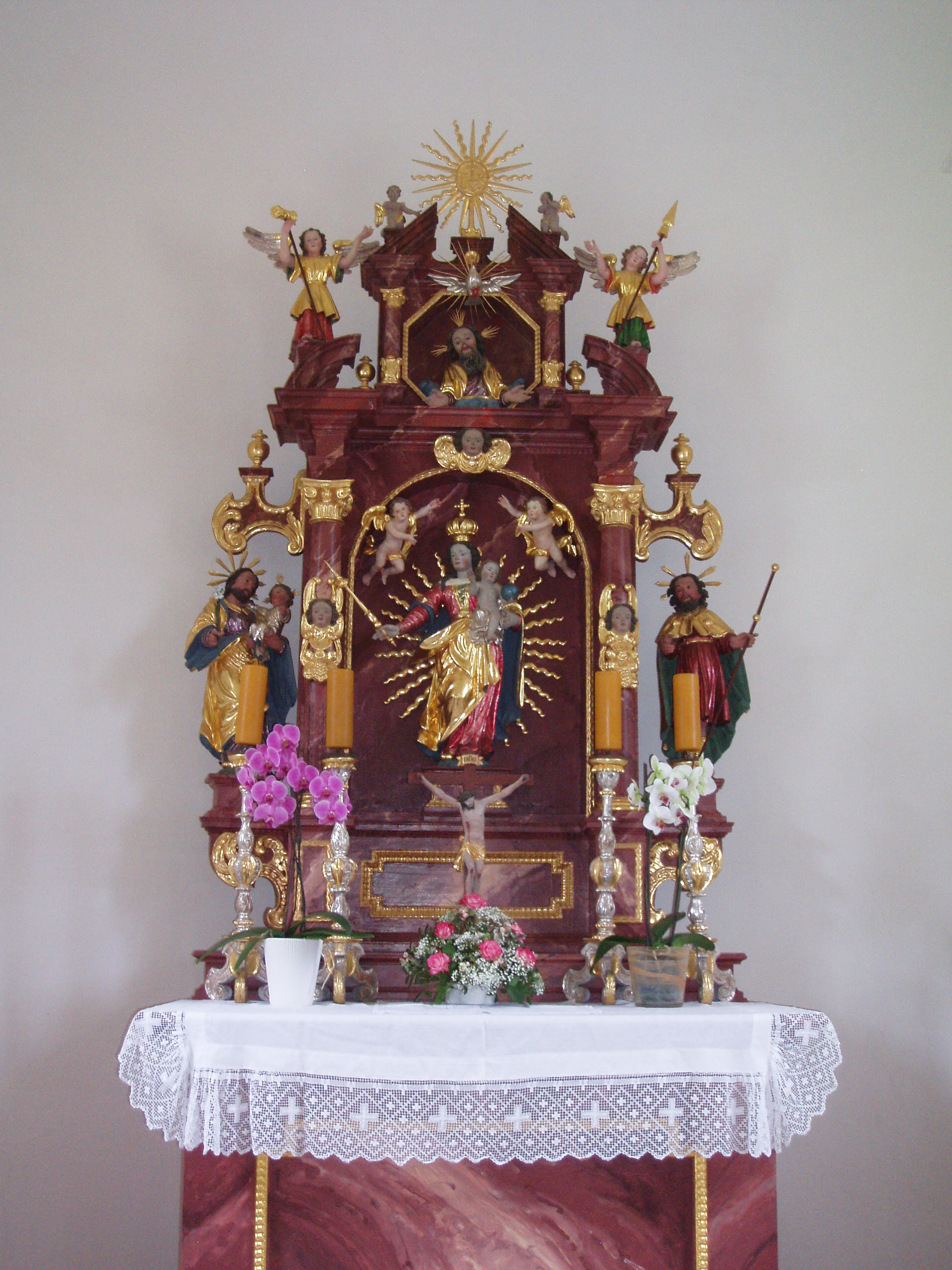
Hochaltar der Kapelle St. Jakob in Oberjoch

Der figurenreiche, ländlich-anmutige Hochaltar stammt noch aus der 1731 abgebrochenen Kapelle. Die Jahreszahl-Inschrift unter der Marienfigur, bei der letzten Renovierung wiederentdeckt, lautet: 1681. Der Altar ist also 300 Jahre alt. Sein Aufbau ist in einem derbheiteren Rokoko; der Schreinermeister seiner Zeit hat wohl höfisch-elegante Hochaltarlösungen vor sich gehabt und diese nach seinem Geschmack vereinfacht. Es besteht die Möglichkeit, dass dieser Oberjocher Altar aus der Vorderhindelanger Werkstatt der Familien Dornacher/ Scholl stammt, von welcher unter Umständen auch der Altar in der St. Antoniuskapelle im hinteren Dorf Hinterstein stammt. Die dortigen Fruchtgehänge an den Säulen des Altares weisen auf Zusammenhänge, denn in Oberjoch sind sie auch da, jedoch mit Engelsköpfen verbunden. Zwischen den beiden Säulen befindet sich eine Nische mit einer Holzfigur: Madonna mit Kind, darüber zwei Putten. Seitlich unter von Vasen bekrönten Stegen finden sich der hl. Josef mit dem Jesuskind und gegenüber der Pilgerpatron Jakobus d. Ä. Auf den Segmentgiebelstücken sind zwei Engel mit Ysopstab und Speer zu sehen, dazwischen eine Büste Gottvaters mit der Heiliggeisttaube. Zwei kleine Putten finden sich als Bekrönung unter der Strahlenscheibe.

## Gedenktag
In der Kirche ist der 25. Juli der Gedenktag des hl. Jakobus. An diesem Tag findet in der St.-Jakob-Kapelle in Oberjoch jährlich die „Bearglarkierbe“ statt. Der Jakobstag ist seit dem 8. Jahrhundert als Festtag für Jakobus den Älteren, Bruder des Evangelisten Johannes nachweisbar.
Der Jakobstag ist ein Tag mit wichtigen Wetterregeln:
- „Jakobi heiß – lohnt Müh' und Fleiß.“
- „Jakobi klar und rein, wird's Christfest frostig sein.“

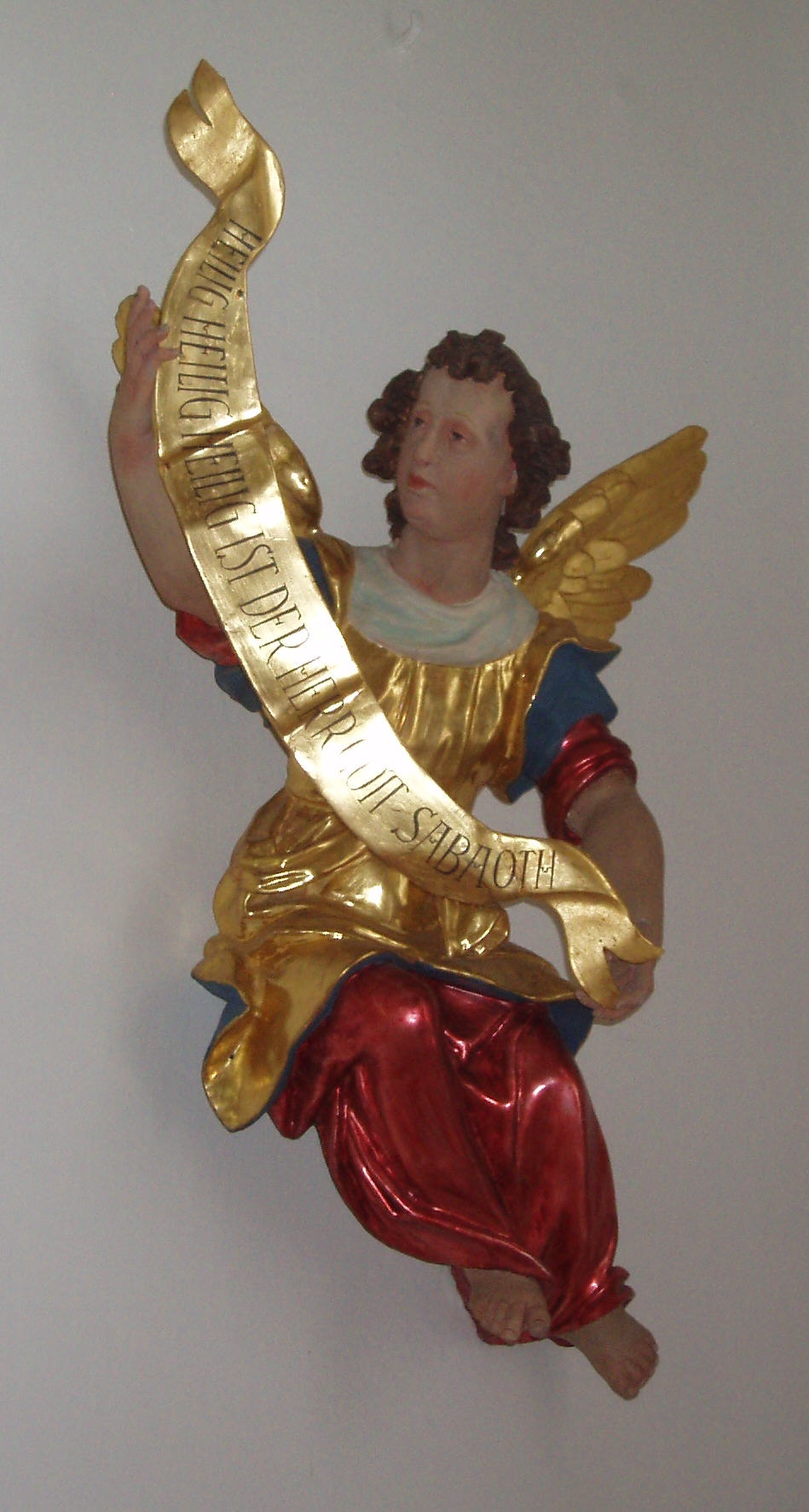
Engel
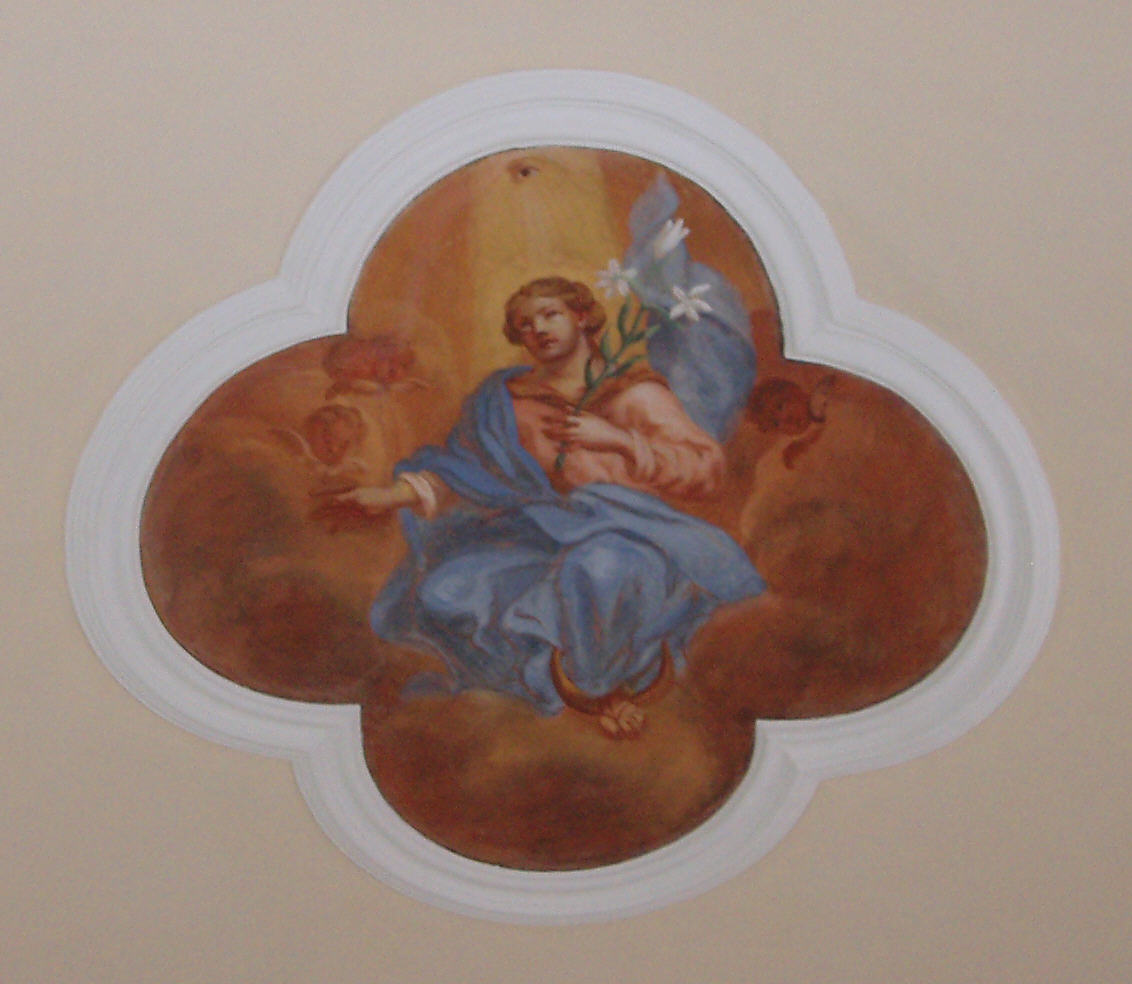
Fresko
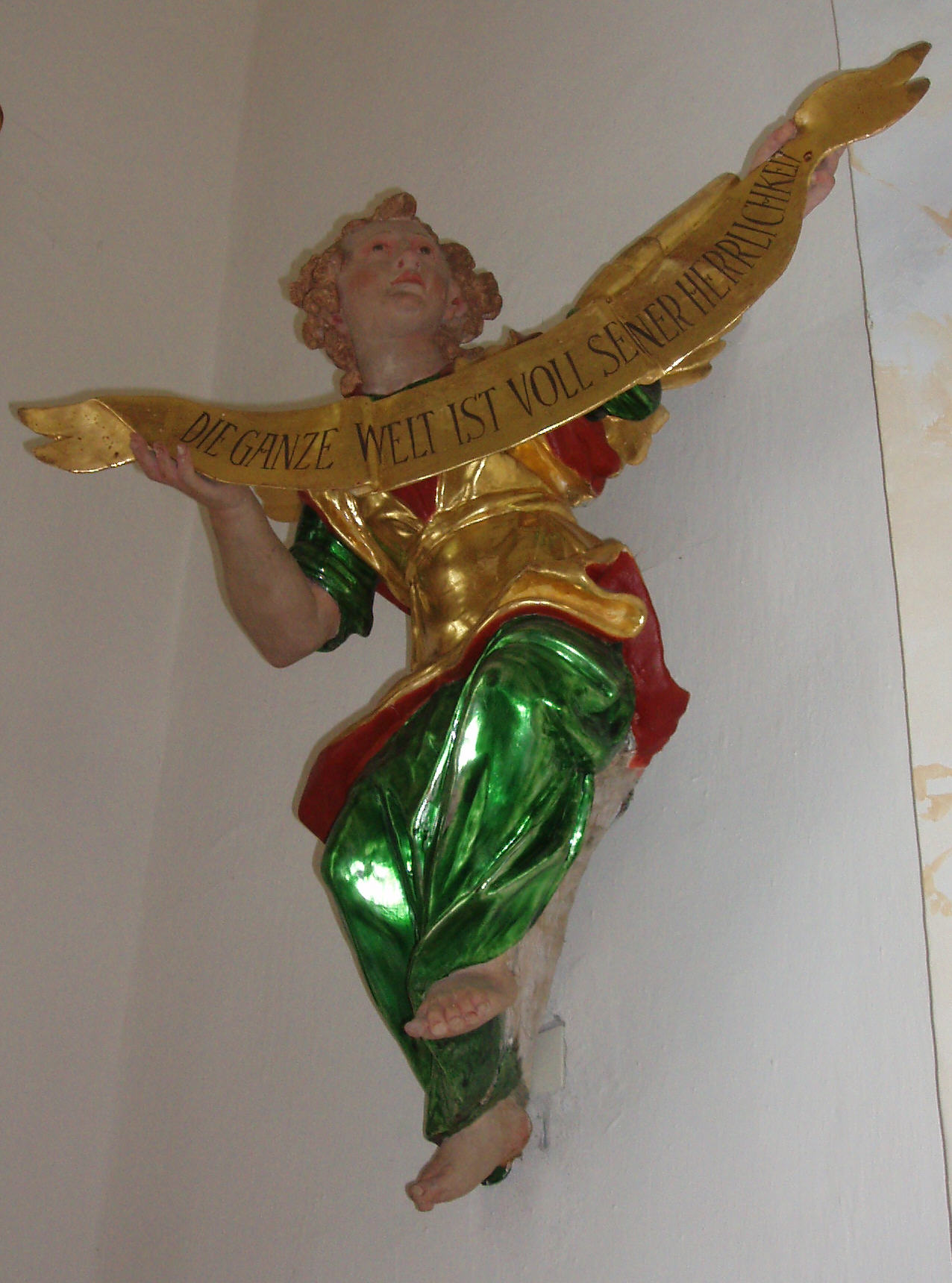
Engel
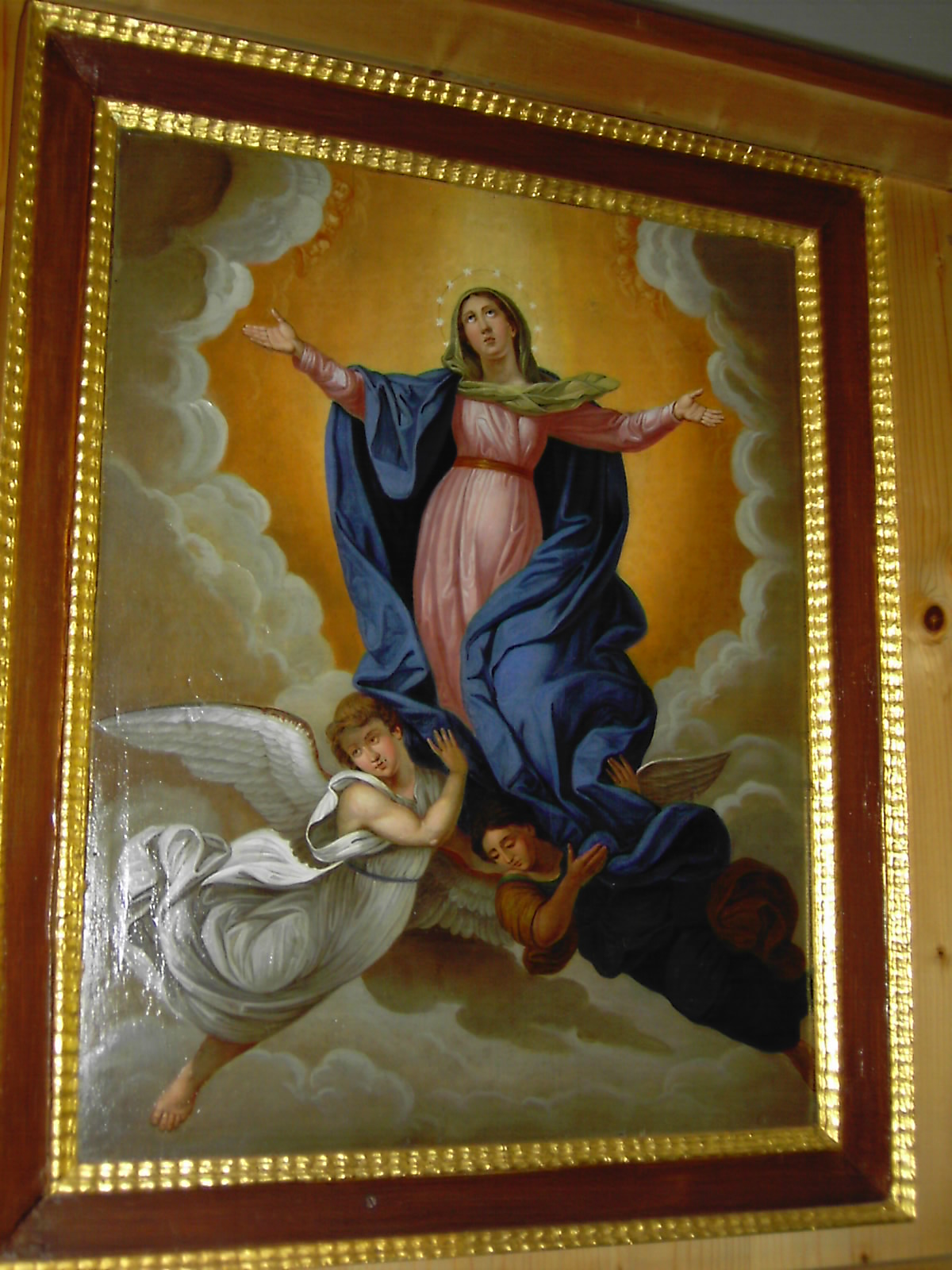
Gemälde: Himmelfahrt Mariä